# Campeonato de Francia de Rugby 15 1922-23
El Campeonato de Francia de Rugby 15 1922-23 fue la 27.ª edición del Campeonato francés de rugby, la principal competencia del rugby galo.
El campeón del torneo fue el equipo de Toulouse quienes obtuvieron su tercer campeonato.

## Desarrollo

### Primera Fase
- Grupo A
  - Toulouse 11 pts,
  - Grenoble 10 pts,
  - Bègles 8 pts
  - Boucau Tarnos stade 7 pts,
  - Agen 4 pts

- Grupo B
  - Bayonne 10 pts
  - US Perpignan 10 pts
  - FC Lourdes 10 pts,
  - US Cognac 6 pts
  - Olympique Périgueux 4 pts

Desempate:
- - Bayonne - US Perpignan 6-3

- Grupo C
  - Biarritz  12 pts
  - Béziers 9 pts
  - Albi 9 pts
  - SA Bordeaux6 pts
  - FC Moulins 4 pts

- Grupo D
  - Racing 12 pts
  - Dax 10 pts
  - Toulon 8 pts
  - Lézignan 6 pts
  - RC Chalon 4 pts

- Grupo E
  - Carcassone 10 pts
  - Périgueux 9 pts
  - Pau 9 pts
  - Toulouse OEC 8 pts,
  - Stade Français 4 pts

- Grupo F
  - Tarbes Pyrénées Rugby 12 pts
  - Narbonne 10 pts
  - Stade bordelais 7 pts
  - Olympique Paris 6 pts
  - Nantes 5 pts

### Segunda Fase
| Equipo      | Puntos   |
| ----------- | -------- |
| Toulouse    | 6 puntos |
| Biarritz    | 4 puntos |
| Carcassonne | 2 puntos |

| Equipo      | Puntos   |
| ----------- | -------- |
| Bayonne     | 6 puntos |
| Racing Club | 4 puntos |
| Tarbes      | 2 puntos |

### Final
| 13 de mayo de 1923 | Toulouse | 3 - 0   | Bayonne | Stade olympique Yves-du-Manoir, Colombes |  |
|                    |          | Reporte |         |                                          |  |

| Bandera de Francia |
| Campeón Toulouse   |
| Tercer título      |